# Albina de o mie de ani
Albina de o mie de ani (titlu original Tisícročná včela) este un film epic din 1983 regizat de Juraj Jakubisko. Filmul a câștigat premii la festivalurile de film din Belgrad, Sevilla și Veneția și a fost numit mai târziu cel mai bun film al anilor 1980 de către jurnaliștii cehoslovaci. A fost propunerea Cehoslovaciei la Premiul Oscar pentru cel mai bun film străin din 1985, dar nu a fost nominalizat.
Este bazat pe un roman de Peter Jaroš.
Albina de o mie de ani este un mega-film istoric, o saga de familie, despre trei generații (1887 -1917) asimilate comunității de albine din stup. Regina albină servește ca o mamă mare care simbolizează familia și rădăcinile naționale, puterea și sensul tradiției și întoarcerea la ea.

## Rezumat
O saga despre o familie de pietrari pe nume Pichanda. Filmul are loc în principal într-un mic sat slovac în perioada 1887-1917. Prima parte a filmului povestește despre viața lui Martin Pichanda și despre munca sa de zidar, a doua parte povestește despre fiul lui Martin, Samo, și despre perioada de agravare a crizei sociale și politice, care duce în cele din urmă la izbucnirea primului război mondial.

## Distribuție
- Jozef Kroner - Martin Pichanda
- Stefan Kvietik - Samo
- Michal Docolomanský - Valent
- Jana Janovská - Ruzena
- Eva Jakoubková - Kristína
- Ivana Valesová - Mária
- Pavol Mikulík - Julo
- Igor Cillík - Svanda
- Jirí Císler - Belányi

## Legături externe
- Albina de o mie de ani la Internet Movie Database